# Ernest Glover
Ernest Glover (Sheffield, South Yorkshire, 19 de febrer de 1891 – Sheffield, 13 d'abril de 1954) fou un atleta anglès, especialista en proves de fons, que va competir durant el primer quart del segle xx.
En el seu palmarès la medalla de bronze en la prova de cros per equips del programa d'atletisme dels Jocs Olímpics d'Estocolm de 1912 junt a Frederick Hibbins i Thomas Humphreys. En aquesta mateixos Jocs fou setzè en la prova individual de cros. També disputà les proves dels 10.000 i els 5.000 metres, però en cap d'elles arribà a la final.
El 1913 es proclamà campió nacional de cros organitzat per l'English Cross Country Association. El mateix any guanyà el títol de les 10 milles organitzat per l'Amateur Athletic Association of England a Londres, amb un temps de 51' 56.8".
Quedà segon al Cros de les Nacions de 1913, rere Jean Bouin, i tercer el 1914, rere Alfred Nichols i George Wallach.

## Millors temps
- 5.000 metres – 15' 22.6" (1912)
- 10.000 metres – 31' 48.2" (1913[5][1]